# Philosophische Werke Chiang Kai-sheks
Die philosophischen Werke von Chiang Kai-shek (1887–1975) oder Tschiang Kai-schek stammen von einer Schlüsselfigur in der modernen chinesischen Geschichte.

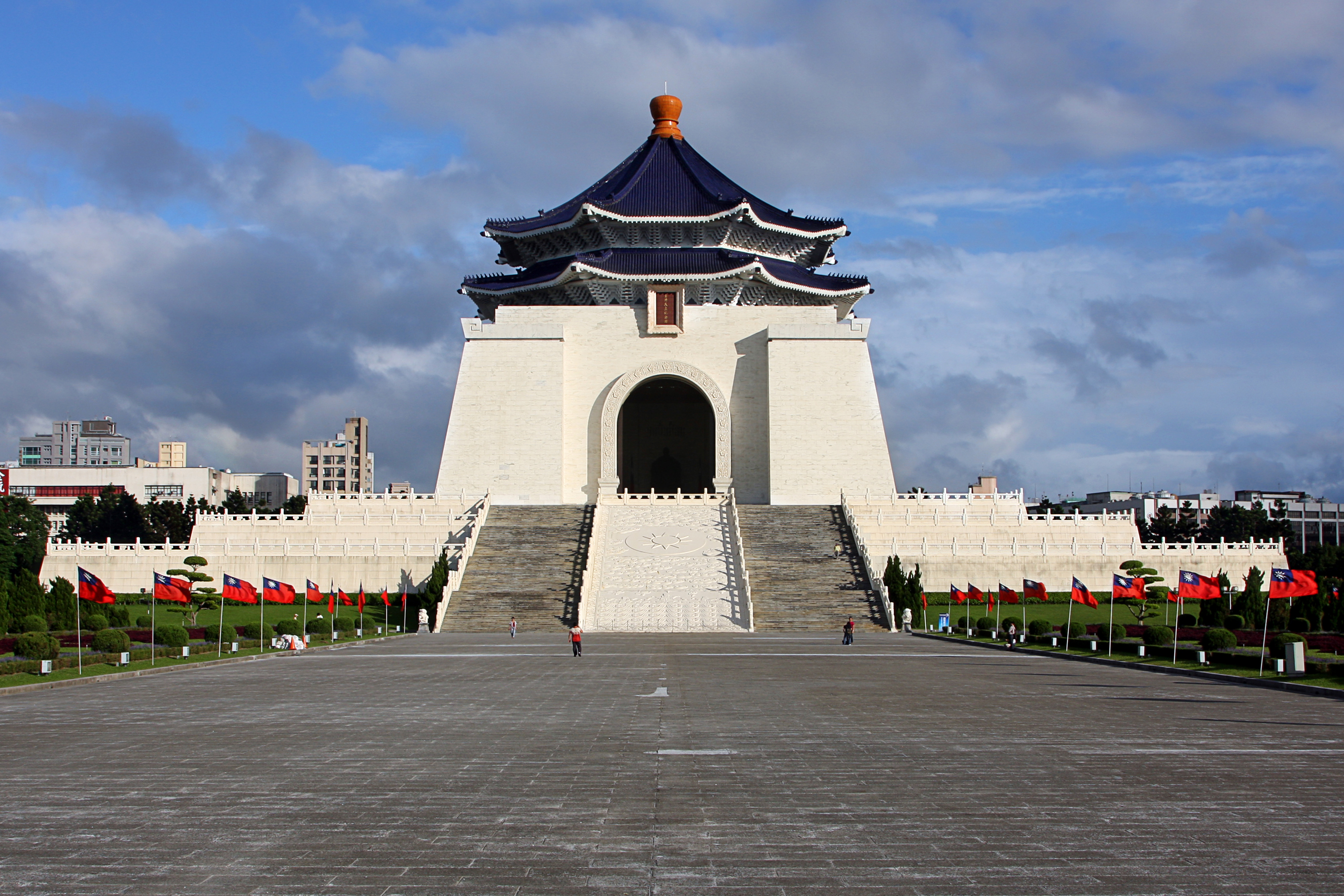
Nationale Chiang-Kai-shek-Gedächtnishalle

## Kurzeinführung
Chiang Kai-shek ist weniger für seine philosophischen Schriften als für seine politischen und militärischen Aktivitäten bekannt. Seine Ideen und Überzeugungen waren stark von seinen politischen Zielen und seiner Rolle in der chinesischen Geschichte beeinflusst. Ein wichtiger Aspekt seiner Philosophie war die (recht unterschiedlich übersetzte) praktische Umsetzung bzw. aktive Ausführung (chinesisch 力行, Pinyin lìxíng, W.-G. li-hsing).
Chiang Kai-shek war ein chinesischer Militär und Politiker in der Zeit nach der Xinhai-Revolution und ab 1925, Führer der Kuomintang (KMT, „Nationale Volkspartei Chinas“). In dieser Funktion war er im Chinesischen Bürgerkrieg (1927–1949) der Gegenspieler des Kommunisten Mao Zedong (siehe auch Philosophische Werke Mao Zedongs) und bis zur Machtübernahme der Kommunisten auf dem Festland im Chinesischen Bürgerkrieg der führende Politiker Chinas.

## Aspekte seiner Philosophie
Einige der wichtigsten Aspekte der Philosophie und des politischen Denkens Chiang Kai-sheks umfassen:
- Drei Volksprinzipien: Chiang war ein Anhänger von Sun Yat-sens Drei Volksprinzipien (Sanminzhuyi) – Volksgemeinschaft, Volksrechte („Demokratie“), Volkswohlfahrt. Diese Prinzipien bildeten die Grundlage seiner politischen Ideologie und sollten China modernisieren, vereinen und von ausländischer Dominanz befreien.
- Anti-Kommunismus: Ein zentrales Element von Chiangs Politik war sein starker Anti-Kommunismus. Nach der Spaltung zwischen der KMT und der Kommunistischen Partei Chinas (KPCh) führte Chiang mehrere Kampagnen gegen kommunistische Kräfte in China.
- Konfuzianismus und traditionelle Werte: Chiang betonte die Bedeutung konfuzianischer Werte und traditioneller chinesischer Kultur. Er glaubte, dass diese Werte für die moralische Erneuerung Chinas und die Stärkung der nationalen Identität wesentlich seien.
- Autoritäre Führung: Obwohl er Volksrechte („Demokratie“) als eines der Drei Volksprinzipien unterstützte, übte Chiang eine autoritäre Herrschaft aus. Er priorisierte die politische Stabilität und nationale Einheit über demokratische Freiheiten.
- Militarismus: Als Militärführer sah Chiang militärische Stärke als entscheidend für die Wiederherstellung und den Erhalt der nationalen Souveränität Chinas an. Seine Führung war durch einen starken Militarismus und den Einsatz militärischer Mittel zur Lösung interner und externer Konflikte geprägt.

Chiangs Philosophie und politisches Denken waren somit stark von den Herausforderungen seiner Zeit – dem Kampf gegen die japanische Invasion, dem Bürgerkrieg gegen die Kommunisten und dem Streben nach nationaler Einigung und Modernisierung – beeinflusst. Seine Ansichten und Methoden waren jedoch auch Gegenstand von Kontroversen und Kritik, sowohl während seiner Amtszeit als auch in der historischen Rückschau.

## Philosophische Werke

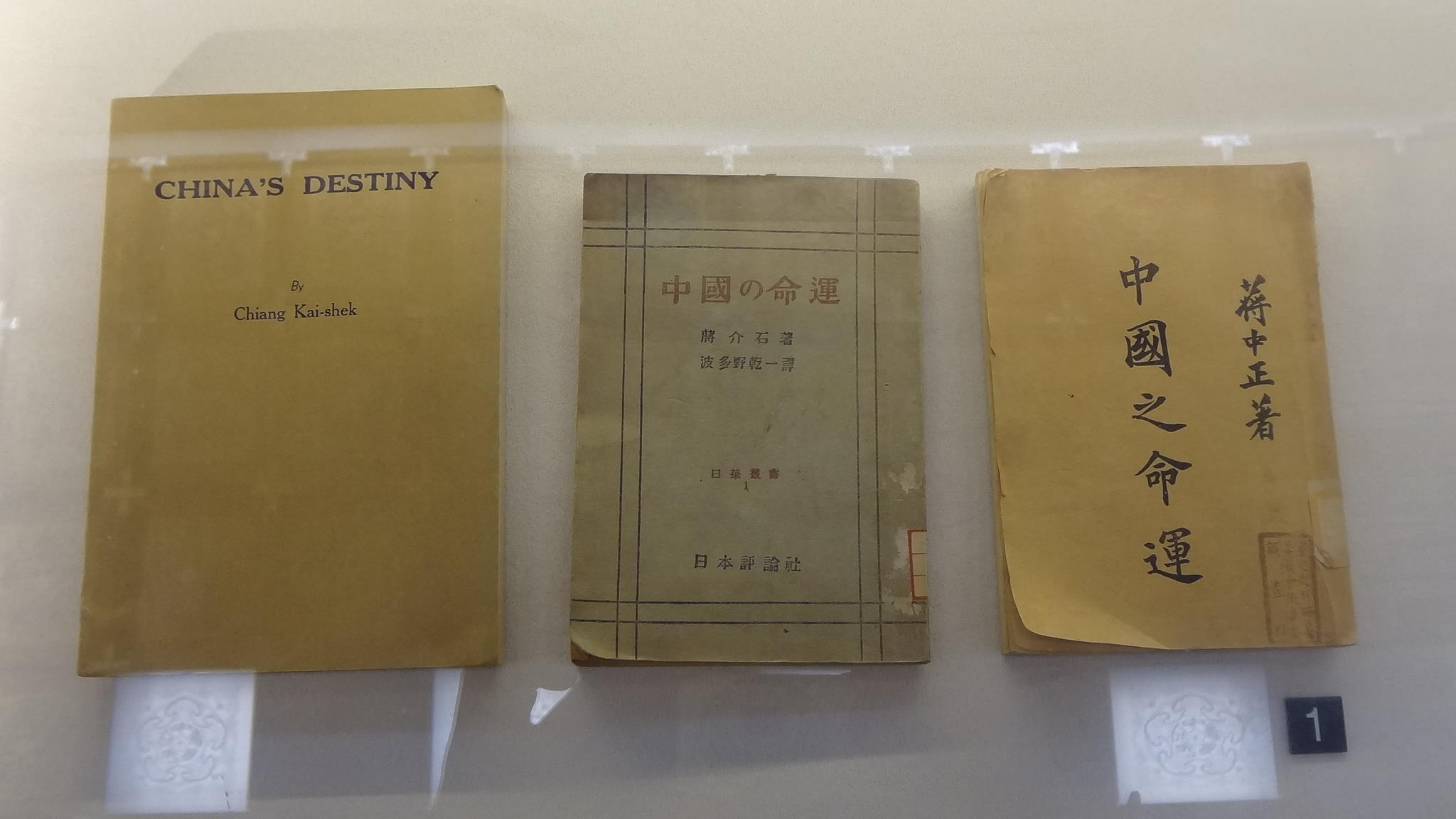
Chinesische, englische und japanische Ausgaben von Chiang Kai-sheks Buch Chinas Schicksal (Zhongguo de mingyun) aus dem Jahr 1943 (ausgestellt in der Nationalen Chiang-Kai-shek-Gedächtnishalle).

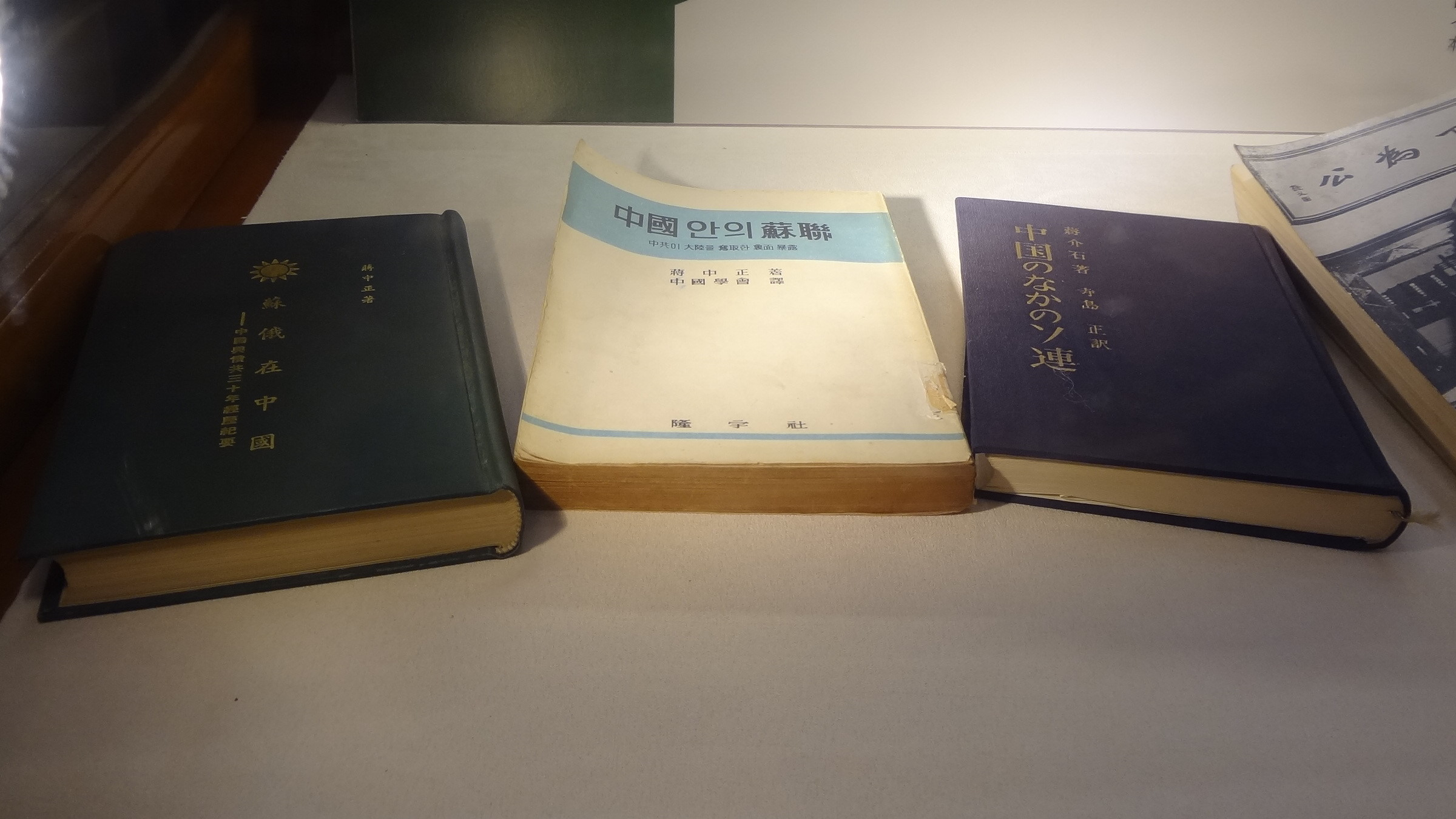
Chinesische, koreanische und japanische Ausgaben von Chiangs Kai-sheks Buch Sowjetrussland in China (Su'e zai Zhongguo).

Chiang Kai-shek, obwohl hauptsächlich für seine politischen und militärischen Führungsrollen bekannt, hat auch einige Werke verfasst, die Einblicke in seine Gedanken und Überzeugungen geben. Diese Werke sind allerdings eher politischer als streng philosophischer Natur. Einige seiner bekannten Schriften sind:
- Lixing zhexue (etwa: Philosophie der praktischen Umsetzung oder Philosophie der aktiven Ausführung; chinesisch 力行哲学, Pinyin Lìxíng zhéxué[3]) wurde erstmals 1939 veröffentlicht, besteht aus mehreren seiner Vorträge aus den 1930er Jahren. Darin unterstreicht er die Bedeutung der praktischen Umsetzung[4] und betrachtet sie als den entscheidenden Faktor für die Entwicklung der Gesellschaft, die Wissen und Praxis voneinander isoliert und ihre Einheit völlig ignoriert.
- Chinas Schicksal (Zhongguo de mingyun[5]): In diesem Buch, das 1943 veröffentlicht wurde, legt Chiang seine Vision für die Zukunft Chinas dar. Er diskutiert Themen wie Nationalismus, die Bedeutung der chinesischen Kultur und Tradition sowie seine Ansichten zum Kommunismus und zur Demokratie. Das Buch spiegelt Chiangs Überzeugungen in Bezug auf die Drei Volksprinzipien wider und unterstreicht seine Ablehnung des Kommunismus.
- Sowjetrussland in China (Su'e zai Zhongguo[6]): In dem zuerst 1956 veröffentlichten Werk bietet Chiang eine kritische Betrachtung der sowjetischen Einflüsse in China, insbesondere im Hinblick auf die Beziehungen zwischen der Kuomintang und der Kommunistischen Partei Chinas.
- Tagebücher und persönliche Korrespondenz: Chiang Kai-shek führte detaillierte Tagebücher[7] über einen Großteil seines Lebens. Diese Tagebücher Chiang Kai-sheks[8], zusammen mit seiner persönlichen Korrespondenz, geben Aufschluss über seine Gedanken und Entscheidungsprozesse. Sie sind zwar nicht als philosophische Werke im engeren Sinne zu verstehen, bieten aber dennoch wichtige Einblicke in seine Überzeugungen und Führungsstile.

Obwohl diese Schriften Einblicke in Chiangs Denkweise bieten, sind sie primär politischer und ideologischer Natur und weniger philosophische Abhandlungen im klassischen Sinne. Chiangs Hauptbeitrag liegt in der politischen Geschichte Chinas, insbesondere im Kontext des Kampfes gegen die japanische Invasion im Zweiten Weltkrieg und im anschließenden chinesischen Bürgerkrieg.
Die politische Philosophie und die Ideologien, die mit dem chinesischen Militär- und politischen Führer Chiang Kai-shek verbunden sind, werden auch als Chiangismus (chinesisch 蒋介石主义) bezeichnet.